# 黎裕宗
黎裕宗（れいゆうそう、レ・ズトン、ベトナム語：Lê Dụ Tông / 黎裕宗）は、後黎朝大越中興期の第24代皇帝。名は黎 維禟（レ・ズイ・カップ、ベトナム語：Lê Duy Cáp / 黎維禟）、または黎 維祹（レ・ズイ・ダオ、ベトナム語：Lê Duy Đào / 黎維祹）とも。

## 生涯
熙宗の長男。正和26年（1705年）、父帝から譲位されて26歳で即位した。永盛8年（1712年）にキリスト教の布教を禁止した。永盛15年（1719年）12月、清から遣わされた内閣中書の鄧廷喆より安南国王に封じられた。保泰4年（1723年）に科挙で初めて武挙を設けた。
保泰10年4月21日（1729年5月18日）に安都王鄭棡から脅迫を受けて、次男の皇太子黎維祊に譲位して太上皇となった。永慶3年1月21日（1731年2月27日）に52歳で崩じ、古都陵（現在のタインホア省ティエウホア県ティエウド社）に葬られた。後に雷陽の金石陵（現在のタインホア省トースアン県トースアン市鎮）に改葬された。1968年に北ベトナムの考古学チームによる発掘調査が行われ、遺体の状態は良好で多くの服飾品が出土した。

## 出典

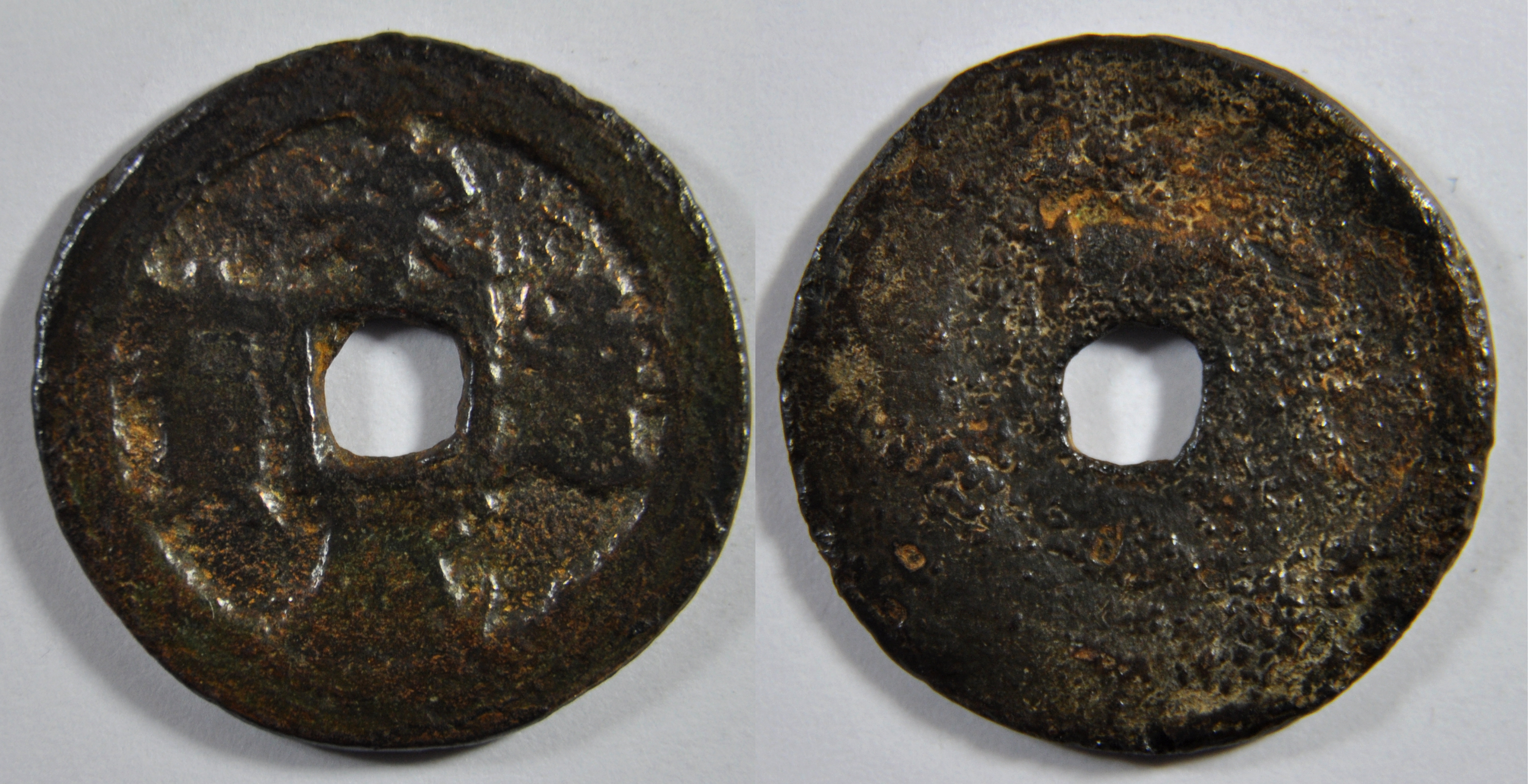
永盛年間に鋳造された永盛通宝
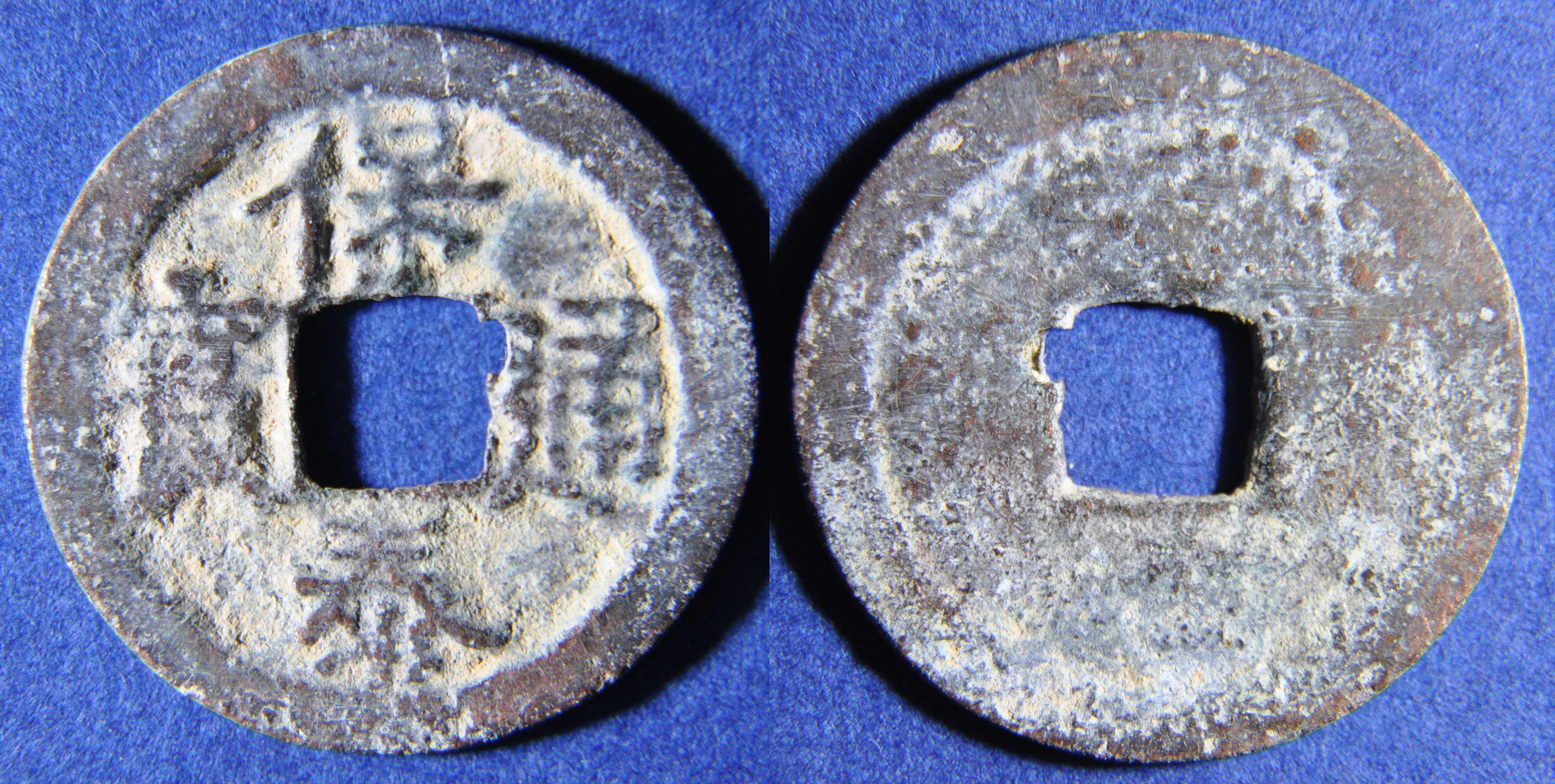
保泰年間に鋳造された保泰通宝